# Иванюженков, Антон Борисович
Антон Борисович Иваню́женков (род. 2 января 1994) — российский хоккеист, нападающий.

## Биография
Сын бывшего министра спорта и депутата Государственной думы с 2011 года Бориса Иванюженкова (род. 1966). Младший брат Артём (род. 1998) — также хоккеист.
Воспитанник подмосковного «Витязя». Выступал в МХЛ за команду «Русские витязи», отыграл 4 сезона. Также был игроком юношеской сборной России, вместе с командой завоевал бронзовые медали ЮЧМ-2011. Единственный матч в КХЛ в составе «Витязя» сыграл 15 февраля 2012 года против московского «Спартака» (2:4), проведя на площадке 4 минуты и 20 секунд.
В мае 2016 года, находясь за рулём автомобиля BMW X6, Иванюженков не справился с управлением и врезался в автобусную остановку, в результате чего пострадали 20-летний мужчина и 38-летняя женщина. Отмечается, что после аварии водитель был занят скручиванием номеров и не пытался помочь пострадавшим. В августе того же года уголовное дело против Иванюженкова было закрыто за примирением сторон.